# Saint-Gervais-sur-Couches
Saint-Gervais-sur-Couches este o comună în departamentul Saône-et-Loire, Franța. În 2009 avea o populație de 207 de locuitori.

## Evoluția populației
| An        | 1975 | 1982 | 1990 | 1999 | 2006 | 2009 |
| --------- | ---- | ---- | ---- | ---- | ---- | ---- |
| Populație | 246  | 223  | 199  | 195  | 203  | 207  |